# Ełk (comune rurale)
Ełk (Lyck fino al 1945) è un comune rurale polacco del distretto di Ełk, nel voivodato della Varmia-Masuria.
Ricopre una superficie di 378,61 km² e nel 2004 contava 10 064 abitanti.
Il capoluogo è Ełk, che non fa parte del territorio ma costituisce un comune a sé.